# Le Pertus (Saint-Étienne-de-Chomeil)
Pour les articles homonymes, voir Pertus et Perthus.
Le Pertus (ou le Perthus) est un col routier situé dans le Massif central en France. Il se trouve dans le département du Cantal, en région Auvergne-Rhône-Alpes.

## Géographie
Le col se trouve sur la départementale 205 à une altitude de 705 mètres, au sud-ouest de la commune de Saint-Étienne-de-Chomeil, marquant l'arrivée dans le hameau du Pertus.